# Kémobé Djirmassal
Kémobé Djirmassal (ur. 26 lutego 1954) – czadyjski lekkoatleta, olimpijczyk, reprezentant Czadu na letnich igrzyskach olimpijskich w Los Angeles 1984.